# 真定公主 (唐代宗之女)
真定公主（?—?），唐朝公主，是中国唐朝第八代皇帝唐代宗李豫的女儿。她的生母不详，史书仅仅记载了她的封号真定公主，真定公主没到适婚年龄，就已经去世。真定公主的封号系追封。